# Bašča
Pour les articles homonymes, voir Basca.
Bašča (en serbe cyrillique : Башча) est un village du nord-est du Monténégro, dans la municipalité de Rožaje.

## Démographie

### Évolution historique
| 1948 | 1953 | 1961 | 1971 | 1981 | 1991 | 2003 |
| ---- | ---- | ---- | ---- | ---- | ---- | ---- |
| 362  | 393  | 413  | 350  | 222  | 163  | 164  |